# Jim Fielder
Jim Fielder (Denton, 4 ottobre 1947) è un bassista statunitense, famoso per aver fatto parte dei Blood, Sweat & Tears.
Fielder ha frequentato la Loara High School di Anaheim (California). Lì stringe amicizia con Tim Buckley e Larry Beckett, cosa che lo porterà dentro l'industria della musica: infatti prima di entrare nei BS&T ha lavorato con Buckley e in varie band tra cui The Mothers of Invention e Buffalo Springfield.
Da quando ha lasciato i BS&T lavora come turnista e ora fa parte della band di Neil Sedaka.